# Brother from Another Series
"Brother from Another Series" är avsnitt 16 från säsong åtta av Simpsons och sändes 23 februari 1997. I avsnittet släpps Sideshow Bob fri från fängelset och får jobb hos sin bror, Cecil. Bart litar fortfarande inte på Bob, fast det sägs att han har förändrats. Avsnittet regisserades av Pete Michels och skrevs av Ken Keeler. Kelsey Grammer gästskådespelade Sideshow Bob för sjätte gången och David Hyde Pierce gästskådespelade som Cecil.  I Simpsons-serien spelar de två bröder vilket de också gör i  Frasier. 

## Handling
Sideshow Bob anses som en ny man av Pastor Lovejoy och han släpps ut ur fängelset och blir övervakad av sin bror Cecil Terwilliger som han inte träffat på tio år. Cecil medverkade på en audition för att bli Krustys nya assistent, men Krusty valde Bob istället. Cecil låter Bob övervaka byggandet av ett vattenkraftverk vid en damm i närheten av Springfield. Bart tror att Bob fortfarande är ond och börjar förfölja honom vilket gör honom irriterad. Han anser också att arbetarna vid bygget är inkompetenta och han uttrycker en önskan om att se dammen brista och utplåna Springfield. Under tiden börjar Bart nu, tillsammans med Lisa, leta efter bevis för vad Bob gör för något, och när de är vid husbilen vid byggarbetsplatsen, upptäcker de en väska full av kontanter. När de är där inne blir de upptäckta av Bob som börjar jaga dem ner till turbinrummet. Där konfronterar de honom med pengarna de hittat, men Bob förnekar att han sett dessa tidigare. Cecil dyker då upp och berättar att han har förskingrat pengarna genom att minska på byggmaterialet, och tänker låta Bob blir syndabock när den dåligt byggda dammen kollapsar. Han låser därefter in Bob, Bart och Lisa i turbinrummet och förbereder sig för att förstöra kraftverket och försvinna med pengarna. Bart, Lisa och Bob lyckas fly genom att åka igenom ett turbinrör från rummet. Lisa och Bob försöker desarmera bomben samtidigt som Bart försöker få ner Cecil. Cecil tappar då sin portfölj med pengarna ner i vattnet. Cecil lyckas snabbt få övertag över Bart och kastar ner honom från kraftverket ner i floden bredvid dammen, men Bob hinner rädda honom i sista stund. Polisen anländer och Cecil och Bob arresteras. Bob blir då ursinnig för att han har inte gjort något, vilket Lisa bekräftar men Wiggum tror inte på dem. Strax efteråt förstörs dammen och en störtflod av vatten forsar mot Springfield, men orsakar bara minimala skador. När bröderna kommit till fängelset fortsätter de båda att bråka.

## Produktion
Avsnittet skrevs av Ken Keeler, Pierce fick rollen som Sideshow Bobs bror. Pierce har sagt att han inte skulle medverkat i serien från början men ångrade sig då han skulle medspela med Kelsey Grammer. I ett tidigt utkast av avsnittet sades det att ett operahus skulle explodera. Detta ändrades senare, då författarna kände att en damm skulle vara mer spännande. En regel de hade nu om Sideshow Bob är att sammanfatta vad som hade pågått i tidigare avsnitt med honom. Det ursprungliga manuset lästes av Frasier-producenterna för att se till att manuset var okej, och de hade bara ett problem. Det var en kort scen där Cecil pratar med en synlig karaktär och refererar till henne som "Maris", som i Frasierär en osynlig karaktär, och de ville att den scenen skulle bort. ' Cecils utseende liknar David Hyde Pierce, men fortfarande ser ut som Bob. Pete Michels, anser att det är svårt att rita Bob och Cecil tillsammans, för båda deras fötter är stora. Det fanns en scen med Hans Moleman utanför hans hus, där han fick Cecils pengar. Hans hus kan ses i avsnittet, men scenen med honom klipptes bort. Ken Keeler anser att det är hans bästa bortklippta scen.

## Kulturella referenser
"Krusty the Clown Prison Special" är baserad på Johnny Cashs framträdande 1968 på Folsom State Prison. Krusty sång där är en parodi av "Folsom Prison Blues". Omnämnandet av Arthur Fiedler i avsnittet är en parodi på Frasier Cranes överklassliv i Boston. Avsnittet innehåller flera hänvisningar till Frasier, med avsikt att göra det uppenbart att Simpsons parodierade serien. Dessa inkluderar en text strax före starten av andra akten som säger "Frasier är en populärt TV-program på NBC" i samma typsnitt och stil som Frasier. När Bart hoppar på Cecil och säger "gissa vem" svarar Cecil med "Maris Crane? Titeln är en referens till filmen The Brother from Another Planet. 

## Mottagande
Avsnittet hamnade på plats 39 över mest sedda program under veckan med en Nielsen rating på 9.1,vilket gav 8,8 miljoner hushåll och det fjärde mest sedda programmet på Fox under veckan. Innan avsnittet sade media att avsnittet såg lovande ut, och efteråt kallade Ben Rayner avsnittet för en av regissörens Peter Michels klassiker. Avsnittet nominerades till Emmy Award för "Sound Mixing For a Comedy Series or a Special". Under 2008 gav Entertainment Weekly Pierces roll som Cecil som det 16:de bästa gästframträdandet i Simpsons.. Grammer och Pierce är på andra plats över America Onlines bästa gästskådespelare i Simpsons.